# Claire-Lise Monnier
Pour les articles homonymes, voir Monnier.
Claire-Lise Monnier est une artiste suisse, née le 20 juillet 1894 à Genève et décédée le 1er avril 1978 à Cartigny.

## Biographie
Claire-Lise Monnier est la fille de Philippe Monnier et la petite-fille de Marc Monnier, tous deux écrivains genevois. En 1931 elle épouse Paul Albert Mathey, peintre comme elle. Ils ont plusieurs fois exposé ensemble. Une grande partie de ses œuvres se trouvent à la Fondation Monnier à Cartigny. De graves problèmes la rendent complètement aveugle à partir de fin 1946. Grâce à une opération, elle retrouve la vue en 1948. À la suite de cette guérison, elle offrit une mosaïque de la Vierge à l'église La Plaine à Satigny.

## Parcours professionnel
De 1910 à 1915 elle étudie le dessin et la peinture avec Elisabeth de Stoutz et John Pierre Simonet. En 1916-1917 elle fréquente l'Académie Ranson à Paris où elle a pour professeurs Maurice Denis, Edouard Vuillard, Ker-Xavier Roussel et Félix Vallotton. Elle réalise aussi des mosaïques à partir de 1948. Elle signe et date rarement  ses œuvres. De 1952 à 1967 elle est membre de la Société Suisse des Femmes Peintres, Sculpteurs et Décoratrices. Un portrait de Claire-Lise Monnier par Alice Bailly se trouve au Musée d'art et d'histoire de Genève. Vers 1927 Willy Vuilleumier réalise un portrait en buste de Claire-Lise Monnier.

## Distinctions
- Deuxième mention au Concours Diday à Genève en 1922[13]
- Concours Harvey-Tourte-Vessel en 1937[14]

## Expositions
- Paris : Salon d'automne, 1920
- Paris : Salon des indépendants, 1922
- Paris : Salon d'automne, 1922
- Genève : Musée Rath, 1924
- Paris : Salon des indépendants, 1924
- Paris : Salon d'automne, 1924
- Paris : Salon d'automne, 1925
- Paris : Salon des indépendants, 1926
- Paris : Salon d'automne, 1926
- Paris : Galerie de la Boétie, 1927
- Paris : Salon des Tuileries, 1928
- Paris : Salon des Tuileries, 1929
- Paris : Salon des Tuileries, 1930
- Genève : Musée de l'Athénée, 1930
- Genève : Musée Rath, 1930
- Genève : Palais des Expositions, 1931
- Genève : Musée Rath, 1932
- Lausanne : Comptoir Suisse, 1934
- Genève : Musée de l'Athénée, 1934
- Genève : Musée de l'Athénée, 1935
- Paris : Galerie Zak, 1937
- Paris : Galerie Zak, 1939
- Genève : Musée Rath, 1940
- Soleure : Museum, 1940
- Genève : Galerie Moos, 1941 (avec Paul Mathey)
- Genève : Galerie Moos, 1943
- Paris : Galerie Denise Bosc, 1946
- Genève : Galerie Moos, 1946
- Zurich : Atelier-Galerie Chichio Haller, 1946 (avec Paul Mathey)
- Genève : Galerie Moos, 1950
- Schaffhouse : Museum zur Allerheiligen, 1950
- Genève : Galerie Moos, 1953 (avec Paul Mathey)
- Genève : Musée Rath, 1953
- Berne : SSFPSD, 1955
- Zurich : SAFFA, 1958
- Lausanne : Galerie Paul Vallotton, 1959 (avec Paul Mathey)[15]
- Genève : Musée de l'Athénée, 1961 (avec Paul Mathey)
- Berne : Galerie Verena Müller, 1961
- Martigny : Hôtel de Ville, 1962
- Genève : Galerie-Club Migros, 1963
- Sion : Au Carrefour des Arts, 1963
- Genève : Musée de l'Athénée, 1967 (avec Paul Mathey)
- Aubonne : Galerie Chantepierre, 1968 (avec Paul Mathey)
- Aarau : Galerie Zisterne, 1975
- La Sarraz: Château de La Sarraz, 1979
- Zurich : Kunsthaus de Zurich, 1979
- Lutry : Galerie Pomone, 1975
- Lutry : Galerie Pomone, 1981[16]
- Paris : Centre culturel suisse, 1984
- Genève : Galerie Cour Saint-Pierre, 1985
- Zurich : Eberhart Auktionen, 1985
- Lutry : Galerie Pomone, 1985[17]
- Steffisburg : Villa Schüpbach, 1988 (avec Paul Mathey)[18]
- Genève : Galerie Cour Saint-Pierre, 1989
- Lutry : Galerie Pomone, 1990
- Vevey : Musée Jenisch, 1992[19]
- Evian : Musée d'art et traditions populaires, 2004
- Genève: Association la Galerie, 2018[20],[21],[22]
- Satigny : Les Gondettes, 2022

## Œuvres dans les collections publiques
- Le Billard, Musée Jenisch à Vevey
- Masque au chapeau à plumes, Musée d'art et d'histoire de Genève
- Pluie de printemps, Musée d'art et d'histoire de Genève
- Eve végétale ou Gaïa (mosaïque), Musée d'art et d'histoire de Genève
- La Moisson, Fondation de l'Hermitage à Lausanne
- Le baiser, Société des beaux-arts de Bienne

## Publications
- Notre Savoie / ouvrage publié sous la dir. de Léandre Vaillat ; dessins de Claire-Lise Monnier. - Paris : Compagnie des Chemins de fer Paris-Lyon-Méditerranée, 1920
- Monnier, Claire-Lise. - La foire à Skel et autres nouvelles. - [S.l.] : SRBW, [2004] (Récits accompagnés d'œuvres peintes par Claire-Lise Monnier)

## Sources
- Article Claire-Lise Monnier dans le Dictionnaire historique de la Suisse en ligne.